# فرنك لوكسمبورغ
فرنك لوكسمبورغ (F أو ISO LUF، اللوكسمبورغية: Frang)، مقسمة إلى 100 سنتيم، كانت عملة لوكسمبورغ بين عامي 1854 و2002، باستثناء الفترة من عام 1941 إلى عام 1944. من عام 1944 إلى عام 2002، كانت قيمتها تساوي قيمة الفرنك البلجيكي. ظل الفرنك متداولا حتى عام 2002، حيث استبدل باليورو.

## التاريخ
أدى غزو معظم أوروبا الغربية على يد فرنسا الثورية والنابليونية إلى انتشار الفرنك الفرنسي على نطاق واسع، بما في ذلك في لوكسمبورغ. ومع ذلك، أدى انضمام لوكسمبورغ إلى هولندا في عام 1815 إلى أن أصبح الجيلدر الهولندي عملة لوكسمبورغ. بعد استقلال بلجيكا عن هولندا، حيث اعتمد الفرنك البلجيكي في عام 1839 وتداولوه في لوكسمبورغ حتى عام 1842 ومرة أخرى من عام 1848. بين عامي 1842 و1848، استخدمت لوكسمبورغ (كجزء من اتحاد زولفيرين الألماني) الثالر البروسي.
في عام 1854، بدأت لوكسمبورغ في إصدار فرنكها الخاص، على قدم المساواة مع الفرنك البلجيكي (BF/FB). وفي عام 1865، انضم الفرنك اللوكسمبورغي إلى الفرنك البلجيكي في الاتحاد النقدي اللاتيني. في عام 1926، انسحبت بلجيكا من الاتحاد النقدي اللاتيني. ومع ذلك، نجح الاتحاد النقدي بين بلجيكا ولوكسمبورغ الذي أنشأ في عام 1921 في البقاء، وشكل الأساس للاتحاد الاقتصادي الكامل بين بلجيكا ولوكسمبورغ في عام 1932. في عام 1935، تعدل الارتباط بين الفرنك اللوكسمبورغي والفرنك البلجيكي، حيث أصبح 1 فرنك =11⁄4 BF.
في مايو 1940، ربط الفرنك بالرايخ مارك الألماني بمعدل 4 فرنكات = 1 رايخ مارك، وقد تغير ذلك إلى 10 مارك ألماني = 1 رايخ مارك في يوليو 1940. في 26 أغسطس 1940، أُعلن عن الرايخ مارك كعملة قانونية في لوكسمبورغ، وفي 20 يناير 1941، أُعلن عن الرايخ مارك كعملة قانونية وحيدة، وإلغي الفرنك. أعيد تأسيس الفرنك اللوكسمبورغي في عام 1944، مرة أخرى مرتبطًا بالفرنك البلجيكي بنفس القيمة.
في أغسطس/آب 1993، وسعت آلية سعر الصرف الأوروبية هامش تدخلها إلى 15% لاستيعاب المضاربة ضد الفرنك الفرنسي والعملات الأخرى. وكإجراء طارئ لمواجهة الضغوط التي أحدثتها هذه الأزمة على العملات الأوروبية، أمر وزير المالية جان كلود يونكر سراً بطباعة سلسلة جديدة من أوراق الفرنك اللوكسمبورغي. العملة الجديدة التي لن تكون مرتبطة بالفرنك البلجيكي. كإجراء أمني، كانت الأوراق النقدية تصور الدوقة الكبرى تشارلوت، التي توفيت في عام 1985. وقد حدث ذلك للحفاظ على السرية، حيث كان يونكر يعتقد أن لا أحد سوف يصدق أن الأوراق النقدية الجديدة سوف تحمل صورة ملك سابق. وإلى جانب يونكر، لم يكن على علم بهذه الخطة سوى الدوق الأكبر جان ورئيس الوزراء جاك سانتر. ولم تستخدم الأوراق النقدية مطلقًا، وقام الجيش بإحراقها في عام 1999 في اليوم الذي طرح فيه اليورو. في عام 2019، نشر يونكر، الذي كان آنذاك رئيسًا للمفوضية الأوروبية، القصة علنًا في اجتماع للبنك المركزي الأوروبي.
ثبت الفرنك اللوكسمبورغي عند 1 يورو = 40.3399 فرنك لوكسمبورغي في 1 يناير 1999. من عام 1999 إلى عام 2002، كان الفرنك رسميًا جزءًا فرعيًا من اليورو (€1 = 40.3399 فرنك)، ولكن اليورو لم يتداولوه في صورة مادية قبل 1 يناير 2002. وبموجب مبدأ "لا التزام ولا حظر"، كان من الممكن إجراء المعاملات المالية باليورو والفرنك، ولكن المدفوعات المادية لم يكن من الممكن إجراؤها إلا بالفرنك، لأن الأوراق النقدية والعملات المعدنية لليورو لم تكن متاحة بعد. إدخلت العملات المعدنية والأوراق النقدية باليورو في 1 يناير 2002. وفقدت العملات والأوراق النقدية القديمة من الفرنك وضعها القانوني في الأول من مارس/آذار 2002.
في حين أن عملات الفرنك اللوكسمبورغي، مثل عملات الفرنك البلجيكي، توقفت عن كونها قابلة للتحويل إلى اليورو في 31 ديسمبر 2004، إلا أن أوراق الفرنك اللوكسمبورغي النقدية تظل قابلة للتحويل إلى اليورو إلى أجل غير مسمى في البنك المركزي في لوكسمبورغ.

## استخدام الفرنك البلجيكي
بين عامي 1944 و2002، كان الفرنك اللوكسمبورغي الواحد يساوي فرنكًا بلجيكيًا واحدًا. كان الفرنك البلجيكي عملة قانونية في لوكسمبورغ، وكذلك فرنك لوكسمبورغ في بلجيكا. ومع ذلك، كان أصحاب المتاجر في بلجيكا يرفضون عادةً الدفع بأوراق لوكسمبورغ النقدية، إما جهلًا منهم أو خوفًا من رفض زبائنهم الآخرين لها (أيضًا، إما جهلًا منهم أو خوفًا من رفض الدفع بها لاحقًا)، مما يضطرهم إلى تحمل عناء الذهاب إلى البنك لاسترداد قيمة الورقة النقدية.
باستثناءات مبكرة قليلة، كانت العملات المعدنية متطابقة في الحجم والشكل والتكوين. وعلى الرغم من أن تصميماتها كانت مختلفة، فقد تداولوا هذه العملات في كل من لوكسمبورغ وبلجيكا.

## العملات المعدنية
صدرت العملات الأولى في عام 1854، بفئات21⁄2 5 و 10 سنتيم. في عام 1901، استبدلت القطع البرونزية من فئة 5 و10 سنتيمترات بعملات من النحاس والنيكل. في عامي 1915 و1916، أصدرت القوات الألمانية المحتلة عملات معدنية من الزنك بقيمة 5 و10 و25 سنتيمًا. بعد الحرب العالمية الأولى، إصدرت عملات حديدية بنفس الفئات قبل إعادة تقديم النيكل النحاسي في عام 1924، إلى جانب عملات النيكل بقيمة 1 و2 فرنك. كانت عملات الفرنك تحمل نقش "Bon Pour"، مما يعني أنها كانت رموزًا "صالحة لـ" 1 أو 2 فرنك. وظهرت مثل هذه النقوش أيضًا على العملات الفرنسية والبلجيكية المعاصرة.
في عام 1929، صدرت أولى عملات لوكسمبورغ الفضية منذ أواخر القرن الثامن عشر، بفئتي 5 و10 فرنكات. وفي عام 1930، طُرحت عملات برونزية من فئة 5 و10 فرنكات (أصغر من الإصدارات السابقة)، و25 سنتيمًا، و50 سنتيمًا من النيكل. أما آخر العملات قبل الحرب العالمية الثانية، فكانت من النيكل النحاسي، وفئتي 25 سنتيمًا وفرنكًا واحدًا، وقد صدرت في عامي 1938 و1939.
كانت العملات الأولى الصادرة بعد الحرب عبارة عن عملات برونزية بقيمة 25 سنتيمًا وعملات من النحاس والنيكل بقيمة 1 فرنك والتي قدمت في عام 1946. وتبع ذلك صدور عملات نحاسية من فئة 5 فرنك في عام 1949. في عام 1952، تقلص حجم عملة الفرنك الواحد لتتناسب مع حجم عملة الفرنك البلجيكية التي طرحت في عام 1950. منذ ذلك الوقت، أصبحت جميع العملات المعدنية الجديدة في لوكسمبورغ تتطابق مع أحجام وتكوين نظيراتها البلجيكية، على الرغم من أن العملة المعدنية التي تبلغ قيمتها 25 سنتيمًا (حوالي 0.01 يورو) لم تتغير لتتناسب مع نظيرتها البلجيكية التي قدمت في عام 1964. في عام 1971، تقدمت عملات النيكل بقيمة 10 فرنك (حوالي 0.25 يورو)، وتلتها عملات البرونز بقيمة 20 فرنك (حوالي 0.50 يورو) في عام 1980 وعملات النيكل بقيمة 50 فرنك (حوالي 1.24 يورو) في عام 1987. تغير حجم وتكوين العملات المعدنية من فئة 1 و5 فرنك مرة أخرى في عامي 1988 و1986 على التوالي لتتناسب مع نظيراتها البلجيكية.
نظراً لقلة عدد سكان لوكسمبورغ نسبياً، وانتشار العملات البلجيكية بكثرة، نادراً ما اضطرت لوكسمبورغ إلى إصدار عملات معدنية سنوياً، وخاصةً في السنوات اللاحقة خلال تغييرات التصميم، حيث سُكّت أعداد كبيرة من العملات في بروكسل لتزويد هذا البلد الصغير لسنوات طويلة. ونتيجةً لذلك، تظهر بعض التواريخ في مجموعات سك العملات فقط، بينما لم تُسْك عملات معدنية قياسية في تواريخ أخرى. تغيّرت العديد من التواريخ السابقة بشكل متكرر، حيث كانت الفئات الأكبر غالباً ما تحمل تصميمات لسنة واحدة.
| إصدار الدوق الأكبر جان (1964-1991) | إصدار الدوق الأكبر جان (1964-1991) | إصدار الدوق الأكبر جان (1964-1991) | إصدار الدوق الأكبر جان (1964-1991) | إصدار الدوق الأكبر جان (1964-1991)      | إصدار الدوق الأكبر جان (1964-1991) | إصدار الدوق الأكبر جان (1964-1991) | إصدار الدوق الأكبر جان (1964-1991)      | إصدار الدوق الأكبر جان (1964-1991)      | إصدار الدوق الأكبر جان (1964-1991) | إصدار الدوق الأكبر جان (1964-1991) | إصدار الدوق الأكبر جان (1964-1991) |
| الصورة                             | القيمة                             | المعلومات التقنية                  | المعلومات التقنية                  | المعلومات التقنية                       | المعلومات التقنية                  | الوصف                              | الوصف                                   | الوصف                                   | الإصدار                            | الأنسحاب                           | Lapse                              |
| الصورة                             | القيمة                             | الأبعاد (مم)                       | كتلة (غم)                          | التركيب                                 | التركيب                            | الحافة                             | وجه العملة                              | العكس                                   | الإصدار                            | الأنسحاب                           | Lapse                              |
| ---------------------------------- | ---------------------------------- | ---------------------------------- | ---------------------------------- | --------------------------------------- | ---------------------------------- | ---------------------------------- | --------------------------------------- | --------------------------------------- | ---------------------------------- | ---------------------------------- | ---------------------------------- |
| [ 6 ]                              | 25 c                               | 19.00                              | 0.76                               |                                         | الومنيوم : 97% مغنيسيوم : 3%       | ناعم                               | شعار النبالة؛حروف: Lëtzebuerg           | أوراق البلوط؛القيمة؛ سنة الإصدار        | 1954–1972                          | 2002                               | 2004                               |
|                                    | 1 F                                | 21.00                              | 4.00                               | نيكل نحاسي                              | مقصب                               | جان، دوق لوكسمبورغ الأكبر          | تاج وإكليل؛القيمة؛ سنة الإصدار          | 1964–1985 1986–1987                     |                                    | 2002                               | 2004                               |
| [ 6 ]                              | 1 F                                | 18.00                              | 2.75                               | حديد: 94%, نيكل: 6%                     | ناعم                               | جان، دوق لوكسمبورغ الأكبر          | تاج؛ قيمة؛ سنة الإصدار؛حروف: Lëtzebuerg | 1988–1991                               |                                    | 2002                               | 2004                               |
|                                    | 5 F                                | 24.00                              | 6.00                               | نيكل نحاسي                              | مقصب                               | جان، دوق لوكسمبورغ الأكبر          | أوراق التاج والبلوط؛القيمة؛ سنة الإصدار | 1971–1981                               |                                    | 2002                               | 2004                               |
| [ 6 ]                              | 5 F                                | 24.00                              | 5.50                               |                                         | نحاس: 92% الومنيوم: 6% نيكل: 2%    | جان، دوق لوكسمبورغ الأكبر          | أوراق التاج والبلوط؛القيمة؛ سنة الإصدار | ناعم                                    | 1986–1988                          | 2002                               | 2004                               |
| [ 6 ]                              | 5 F                                | 24.00                              | 5.50                               | تاج؛ قيمة؛ سنة الإصدار؛حروف: Lëtzebuerg | نحاس: 92% الومنيوم: 6% نيكل: 2%    | جان، دوق لوكسمبورغ الأكبر          | 1989–1990                               | ناعم                                    |                                    | 2002                               | 2004                               |
|                                    | 10 F                               | 27.00                              | 8.00                               |                                         | نيكل                               | جان، دوق لوكسمبورغ الأكبر          | التاج؛ القيمة؛ سنة الإصدار              | ناعم                                    | 1971-1980                          | 1986                               | 1986                               |
| [ 6 ]                              | 20 F                               | 25.65                              | 8.50                               |                                         | نحاس: 92% نيكل: 6% ألومنيوم: 2%    | جان، دوق لوكسمبورغ الأكبر          | مزخرف                                   | أوراق التاج والبلوط؛القيمة؛ سنة الإصدار | 1980–1983                          | 2002                               | 2004                               |
| [ 6 ]                              | 20 F                               | 25.65                              | 8.50                               | تاج؛ قيمة؛ سنة الإصدار؛حروف: Lëtzebuerg | نحاس: 92% نيكل: 6% ألومنيوم: 2%    | جان، دوق لوكسمبورغ الأكبر          | مزخرف                                   | 1990                                    |                                    | 2002                               | 2004                               |
| [ 6 ]                              | 50 F                               | 22.75                              | 7.00                               |                                         | نيكل                               | جان، دوق لوكسمبورغ الأكبر          | مقصب                                    | التاج؛ القيمة؛ سنة الإصدار              | 1987–1989                          | 2002                               | 2004                               |
| [ 6 ]                              | 50 F                               | 22.75                              | 7.00                               | تاج؛ قيمة؛ سنة الإصدار؛حروف: Lëtzebuerg | نيكل                               | جان، دوق لوكسمبورغ الأكبر          | مقصب                                    | 1989–1991                               |                                    | 2002                               | 2004                               |

## الأوراق النقدية

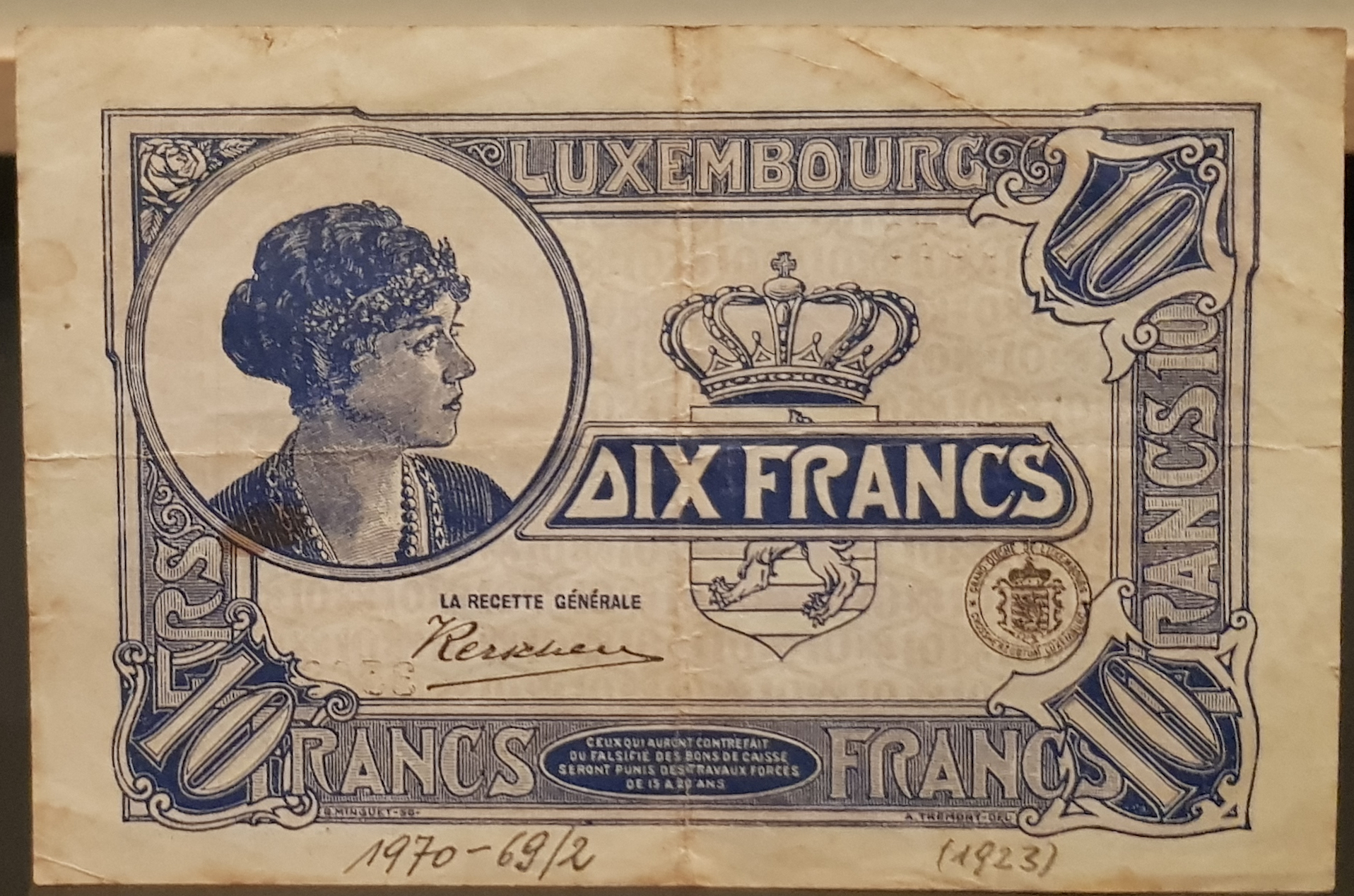
ورقة نقدية من فئة 10 فرنك لوكسمبورغ، 1924.

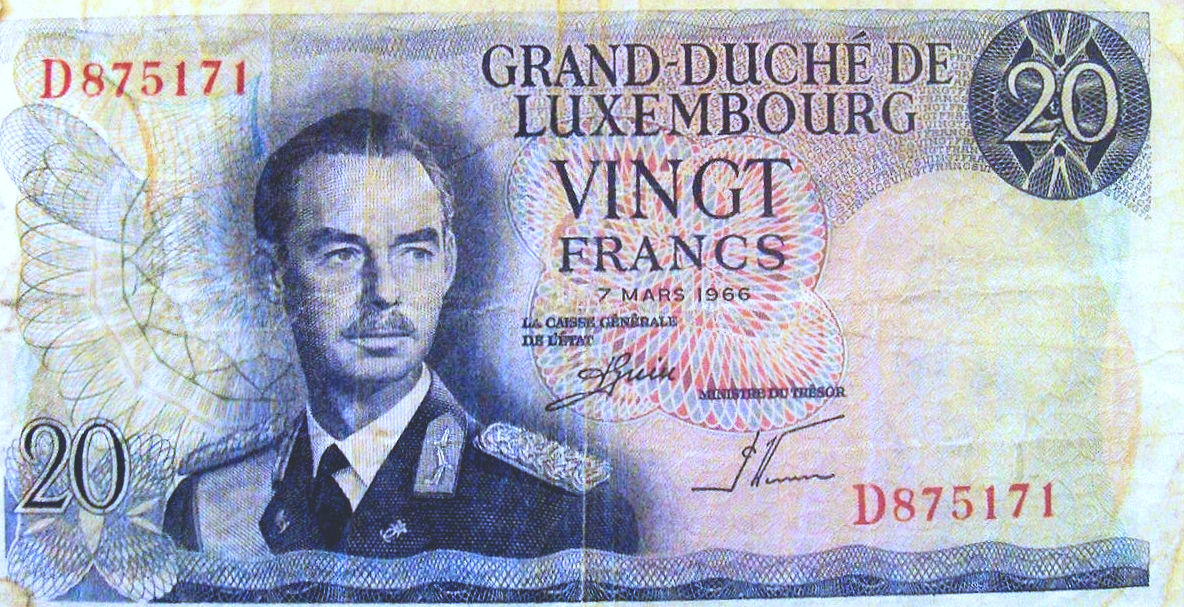
ورقة نقدية بقيمة 20 فرنك لوكسمبورغي.

قبل الحرب العالمية الأولى، كان البنك الدولي في لوكسمبورغ (BIL) والبنك الوطني يصدران أوراقًا نقدية بالثالر والمارك، وأحيانًا بالفرنك، بسعر صرف 1 فرنك = 80 بفينيج (كانت معايير الذهب النسبية تعني سعر صرف 1 فرنك = 81 بفينيج) المستخدم في الأوراق النقدية ثنائية العملة.
في عام 1914، إصدرت سندات الخزانة العامة. كانت السلسلة الأولى مقومة بالفرنك والمارك ولكن هذه كانت آخر الأوراق النقدية اللوكسمبورغية التي تحمل العملة الألمانية. وكانت الفئات 1، 2، 5، 25 و 125 فرنك (80 بفنيج، 1.6، 4، 20 و 100 مارك). في عام 1919، إصدرت سلسلة ثانية من أوراق الخزانة العامة، بفئات جديدة من 50 سنتيم و500 فرنك. في عام 1923، أصدر بنك لوكسمبورغ الدولي أول أنواع الأوراق النقدية من فئة 100 فرنك والتي استمرت حتى ثمانينيات القرن العشرين. في عام 1932، قدمت الدولة أوراق نقدية بقيمة 50 فرنكًا، ثم تبعتها أوراق نقدية بقيمة 1000 فرنك في عام 1940.
في عام 1944، وبعد التحرير، أُعيد طرح الفرنك بسلسلة جديدة من الأوراق النقدية من فئات 5، 10، 20، 50، و100 فرنك. استُبدلت أوراق الخمسة فرنكات بالعملات المعدنية عام 1949، ثم أوراق العشرة فرنكات عام 1971، وأوراق العشرين فرنكًا عام 1980، وأوراق الخمسين فرنكًا عام 1987.
في عام 1985، تولى المعهد النقدي اللوكسمبورغي إصدار النقود الورقية من الحكومة وأصدر أول أوراق نقدية من فئة 1000 فرنك (24.79 يورو) بعد الحرب. وتبع ذلك إصدار أوراق نقدية من فئة 100 فرنك (2.48 يورو) في عام 1986، وأوراق نقدية من فئة 5000 فرنك (123.95 يورو) في عام 1993.
| الأوراق النقدية لفرنك لوكسمبورغ (1985-1996) | الأوراق النقدية لفرنك لوكسمبورغ (1985-1996) | الأوراق النقدية لفرنك لوكسمبورغ (1985-1996) | الأوراق النقدية لفرنك لوكسمبورغ (1985-1996) | الأوراق النقدية لفرنك لوكسمبورغ (1985-1996) | الأوراق النقدية لفرنك لوكسمبورغ (1985-1996) | الأوراق النقدية لفرنك لوكسمبورغ (1985-1996) | الأوراق النقدية لفرنك لوكسمبورغ (1985-1996) | الأوراق النقدية لفرنك لوكسمبورغ (1985-1996) |
| صورة                                        | القيمة                                      | ما يعادله باليورو                           | أبعاد (مم)                                  | اللون الرئيسي                               | اللون الرئيسي                               | الوصف                                       | الوصف                                       | الإصدار                                     |
| صورة                                        | القيمة                                      | ما يعادله باليورو                           | أبعاد (مم)                                  | اللون الرئيسي                               | اللون الرئيسي                               | وجه العملة                                  | العكس                                       | الإصدار                                     |
| ------------------------------------------- | ------------------------------------------- | ------------------------------------------- | ------------------------------------------- | ------------------------------------------- | ------------------------------------------- | ------------------------------------------- | ------------------------------------------- | ------------------------------------------- |
|                                             | 100 فهرنهايت                                | 2.48 يورو                                   | 142 × 76                                    |                                             | أحمر                                        | الدوق الأكبر جان ؛ قصر الدوق الأكبر         | مدينة لوكسمبورغ                             | 1986                                        |
| [ 7 ]                                       | 1000 فهرنهايت                               | 24.79 يورو                                  | 154 × 76                                    |                                             | بني                                         | الدوق الأكبر جان ؛ قلعة فياندن              | إشترناخ                                     | 1985                                        |
| [ 7 ]                                       | 5000 فهرنهايت                               | 123.95 يورو                                 | 160 × 76                                    |                                             | أخضر                                        | الدوق الأكبر جان ؛ قلعة كليرفو              | المركز الأوروبي، كيرشبرغ                    | 1993                                        |

## روابط خارجية
- نظرة عامة على فرنك لوكسمبورغ من بي بي سي
- الأوراق النقدية التاريخية للوكسمبورغ (بالإنجليزية والألمانية)
- جميع ملاحظات FLUX